# Apanteles psenes
Apanteles psenes är en stekelart som beskrevs av Nixon 1965. Apanteles psenes ingår i släktet Apanteles och familjen bracksteklar. Inga underarter finns listade i Catalogue of Life.